# 彼奴は顔役だ!
『彼奴は顔役だ!』（きやつはかおやくだ、The Roaring Twenties）は、1939年に製作された、アメリカ合衆国の犯罪スリラー映画。監督はラオール・ウォルシュ。出演はジェームズ・キャグニーとハンフリー・ボガート。ドン・シーゲルがクレジット無しでモンタージュを担当している。ギャング映画の古典の一つに数えられる作品である。

## 概要
ジェームズ・キャグニーとハンフリー・ボガートが共演した3つの映画のうちの3つ目。
原題の「Roaring Twenties」とは狂騒の20年代を指す言葉である。
日本では、本国公開から15年以上が経過した1955年に初公開された。当初はアナトール・リトヴァク監督で企画された作品であったが、撮影が始まる直前でウォルシュに変わった。

## あらすじ
禁酒法時代の1920年代が舞台。第一次世界大戦後、エディは元の職に戻るつもりだったが拒否され、タクシー運転手として働き始める。
しかし、客の代わりに届けた荷物が密造酒だったため、この稼業に没頭し、第一次世界大戦中の戦友であったジョージを相棒に、ロイドを法律顧問に迎え密造酒を製造し、財産を増やしていった。
だが、ジョージはエディのやり方についていけず、ロイドにはジーンを奪われ仲違いになる。そこへ大不況が彼を襲う。

## キャスト
※括弧内は日本語吹替（初回放送1968年1月21日『日曜洋画劇場』）
- エディ・バートレット - ジェームズ・キャグニー（近石真介）
- ジーン・シャーマン - プリシラ・レイン（鈴木弘子）
- ジョージ・ハリー - ハンフリー・ボガート（久米明）
- パナマ・スミス - グラディス・ジョージ（斎藤尚子）
- ロイド・ハート - ジェフリー・リン（浦野光）
- ダニー・グリーン - フランク・マクヒュー（島宇志夫）
- ニック・ブラウン - ポール・ケリー
- シャーマン夫人 - エリザベス・リスドン（沼波輝枝）
- 軍曹 - ジョー・ソーヤー

## DVD
ワーナーホームビデオから正規版のDVDが発売されている。